# 9064 Johndavies
9064 Johndavies è un asteroide della fascia principale. Scoperto nel 1993, presenta un'orbita caratterizzata da un semiasse maggiore pari a 2,4350793 UA e da un'eccentricità di 0,1263582, inclinata di 8,13733° rispetto all'eclittica.
L'asteroide è dedicato all'astronomo britannico John K. Davies.